# Jorge Amado

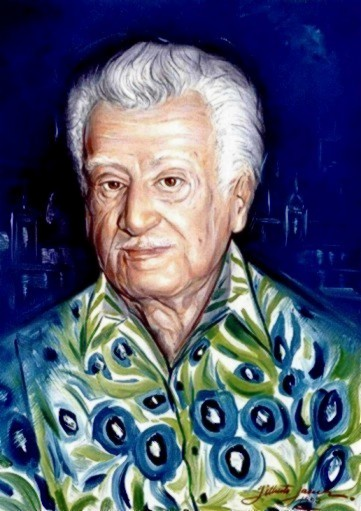
Jorge Amado

Jorge Amado de Faria [ˈʒɔːxʒɨ ɐˈmadu ʤi fɐˈɾiə] (Itabuna, 10 augustus 1912 – Salvador, 6 augustus 2001) is een van de bekendste Braziliaanse schrijvers. Hij was een modernist. In zijn boeken beschrijft hij verschillende dorpen en steden van de staat Bahia aan het begin van de vorige eeuw. Hierin schetst hij de overgang van een rurale samenleving, met zijn pioniers en cacaobaronnen, naar een maatschappij waar moderniteit en vooruitgang centraal staan. Hij vertelt dit met name aan de hand van de levens, dromen en liefdes van de mensen aan de onderkant van de samenleving: mulatten, arbeiders, prostituees... Zijn werk is vertaald in meer dan 40 talen, en werd ook verfilmd. Zijn bekendste boeken zijn Gabriela, Cravo e Canela (1958) en Dona Flor e seus dois maridos (1966).

## Biografie

### Jeugd
Jorge Amado werd in 1912 geboren in Ferradas, in de gemeente Itabuna in het binnenland van Bahia. Zijn vader heette João Amado de Faria, en zijn moeder D. Eulália Leal. Zij hadden boerderij, Auricídia genaamd, en een cacaoplantage.
Amado heeft de veranderingen die de Braziliaanse maatschappij in die tijd onderging, van dichtbij meegemaakt. In die periode leefden de plantagearbeiders in omstandigheden die doen denken aan de slavernij. Hun lijden en hun strijd zouden belangrijke thema's worden in zijn boeken, bijvoorbeeld in Terras do sem fim.
Toen hij een jaar oud was, brak er een pokkenepidemie uit. Hierdoor waren zijn ouders gedwongen hun boerderij te verlaten, waarop ze zich in Ilhéus vestigden. Deze stad zou later een rol spelen in veel van Amado's romans.
Op tienjarige leeftijd ging hij naar school in de stad Salvador op een internaat van de Jezuïeten. Zij zagen in hem de roeping tot novice. In 1925 ontvluchtte Amado echter een mis, en verklaarde zich atheïst en bolsjewiek. In deze periode begon hij een andere roeping te volgen, die van schrijver. In Salvador werkte hij mee aan verschillende literaire tijdschriften. Ook was hij een van de oprichters van de modernistische schrijversgroep "Academie van de Rebellen" (Academia dos Rebeldes).
In 1927 studeerde hij rechten in Rio de Janeiro. In 1935 studeerde hij af, maar hij heeft nooit in de rechten gewerkt. Naast zijn studie werkte hij in Rio de Janeiro als journalist. Ook in Salvador had hij al voor kranten gewerkt.

### Politiek
In die periode begon hij actief te worden voor de Communistische Partij van Brazilië (PCB), die in die tijd verboden was. Met name onder het regime van Getúlio Vargas leverde dit hem veel moeilijkheden op. In 1935 werd Amado voor het eerst gearresteerd. Twee jaar later werden zijn boeken publiekelijk verbrand. In totaal zou Amado zo'n 10 keer gearresteerd worden. In die tijd was zijn werk ook verboden in Portugal.
Tijdens de Tweede Democratische Periode was de PCB een tijd lang legaal. In 1945 werd Amado zelfs verkozen als lid van het Braziliaanse federale (landelijke) parlement voor de PCB. Hij kreeg de meeste stemmen van alle kandidaten van São Paulo. Ook in deze periode kreeg hij sterke politieke druk te verduren. In het parlement tekende hij een wet die grotere godsdienstvrijheid garandeerde.
Vanwege zijn overtuiging heeft hij twee keer in ballingschap geleefd: de eerste keer van 1941 tot 1942 in Argentinië en Uruguay. In deze tijd maakte hij een lange reis door Latijns-Amerika. Nadat in 1948 de PCB opnieuw verboden werd, vluchtte hij weer naar Europa. Hij verbleef eerst in Parijs. In 1950 werd hij echter Frankrijk uitgezet, en mocht 16 jaar lang niet meer terugkomen. Daarop verbleef hij tot 1952 in Praag. In die periode reisde hij veelvuldig door de landen van het Oostblok.

### Persoonlijk leven
Amado trouwde in 1933 met Matilde Garcia Rosa. In hetzelfde jaar kregen zij een dochter, Lila, die in 1949 zou overlijden. Nadat hij in 1942 na zijn eerste ballingschap was teruggekeerd in Brazilië scheidde hij van zijn vrouw.
In 1945 trouwde hij opnieuw, ditmaal met de schrijfster Zélia Gattai. Met haar had hij twee kinderen, Jõao Jorge (1947, werd socioloog) en Paloma (geboren in Tsjechoslowakije, werd psycholoog).

### Bankprobleem
In de jaren '90 dreigde de bank Banco Econômico, waar Amado zijn geld had ondergebracht, failliet te gaan. De bank werd echter gered, doordat zij steun kreeg van het overheidsprogramma PROER. Dit programma was erg controversieel, omdat hiermee grote banken en financiële instellingen tegemoet werden gekomen met geld dat ook aan verbetering van de situatie van de armen besteed had kunnen worden. De voorstanders van dit programma gebruikten het persoonlijke drama dat de schrijver Amado door het failliet van deze bank zou overkomen bij hun lobby.

### Overlijden
Jorge Amado overleed op 6 augustus 2001 aan een hartaanval in de stad Salvador. In die periode was hij nog bezig met een roman. Vier dagen later werd zijn as begraven in de tuin van zijn huis, op de dag dat hij 89 geworden zou zijn.
Na zijn overlijden sprak president Cardoso:
"De karakters die hij geschapen heeft, zijn even beroemd of beroemder geworden dan hun auteur. Welke grotere roem kan een schrijver hebben?"

## Werk

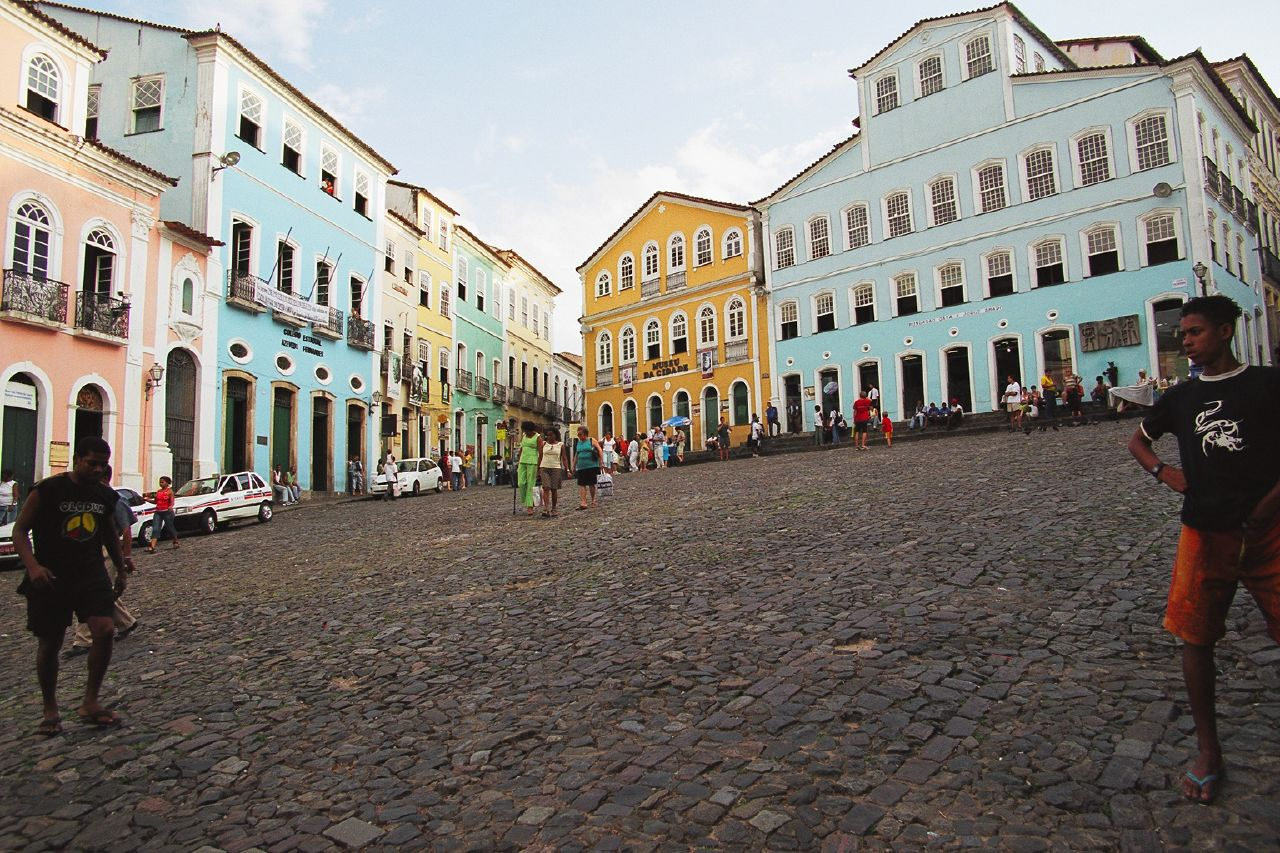
Huis van Amado (blauw, rechts) aan de Pelourinho in Salvador

### Modernisme
Amado is een belangrijke vertegenwoordiger van de "tweede generatie van het modernisme" in Brazilië, samen met zijn tijdgenoten Érico Veríssimo en Rachel de Queiroz.

### Thema's
Met name in zijn eerdere werk beschrijft Amado de overgang in de Braziliaanse maatschappij aan het eind van de 19e eeuw. Tot die tijd werd het land gekenmerkt door een sterk feodale maatschappij, met grootgrondbezitters (coronéis) die met harde hand over hun arbeiders regeerden. Zij beschikten over huurmoordenaars (jagunços) die in de omgeving de schrik aanjaagden. De slavernij was nog maar kort geleden afgeschaft (in 1888), maar in de praktijk waren de omstandigheden van de arbeiders er nauwelijks beter op geworden.
Ondanks dat er enkele duidelijke culturele verschillen zijn, was de periode te vergelijken met het Wilde Westen in de Verenigde Staten. Het was een tijd van pioniers, die in het binnenland hun geluk zochten en daar kleine nederzettingen bouwden. Kleine handelaars en prostituees volgden al snel. Omdat de stad ver weg was, heerste er een sfeer van wetteloosheid. Met name de coronéis hadden grote macht.
Rond de eeuwwisseling begon dit echter te veranderen. Nederzettingen groeiden uit tot dorpen, en later tot steden. Nadat Brazilië van een keizerrijk overging tot een republiek (in 1889), begon de politiek zich meer te organiseren. Wegen en havens werden aangelegd, en de handel bloeide op. De telefoon deed zijn intrede, en de contacten tussen gebieden werd gemakkelijker. Deze zaken kwamen echter niet altijd ten goede van de armste mensen. Soms werden hun rechten ernstig geschonden, in het kader van de "vooruitgang".
Deze periode beschrijft Amado veelvuldig in zijn werk, met name gezien vanuit de ogen van de armste mensen: de mulatten, de arbeiders, de prostituees... Met een groot gevoel voor sociale problematiek beschrijft hij het onrecht dat hen wordt aangedaan, zowel voor als na deze veranderingen in de maatschappij. Hij heeft echter ook veel oog voor hun persoonlijk leven, hun dromen, hun amoureuze verhoudingen en hun seksualiteit.
Een belangrijke stijlfiguur die hij hierbij gebruikt, is een soort morele omkering. In zijn boeken zijn de dieven, de prostituees en zelfs de jagunços vaak recht-door-zee, eerlijk, en hebben een hart van goud. Zij bewaren de tradities (en hun bijgeloof), en door hun manier van doen vertegenwoordigen zij de "zuiverheid" in de maatschappij. De politici, geestelijken en andere figuren die sociaal in hoog aanzicht staan, zijn in Amado's boeken daarentegen meestal gewelddadig, zelfzuchtig en bedrieglijk.
Een ander veelvoorkomend thema is de candomblé. Amado was zelf aanhanger van deze religie. Hierbinnen oefende hij de erepost van Obá de Xangô uit, waar hij erg trots op was.

### Tweede periode
Nadat hij terugkwam van zijn tweede ballingschap, brak er een nieuwe periode in het leven en werk van Amado aan. Hij stapte uit het politieke leven, en verliet in 1956 de Communistische Partij. In 1958 brak zijn tweede creatieve periode aan, met de roman Gabriela, Cravo e Canela. Vanaf die tijd verliet hij een beetje het realisme en de sociale thema's van zijn eerdere werk. Een belangrijk thema werd nu het beschrijven van vrouwelijke karakters, die een sterk karakter en een grote sensualiteit combineerden.
Aan het eind van de jaren '50 werd de Braziliaanse maatschappij gekenmerkt door een grote preutsheid. In deze periode mocht Amado de stad Ilhéus uit zijn kindertijd, waar de roman Gabriela, Cravo e Canela zich afspeelt, zelfs niet binnengaan.

### Ontvangst
Met name na de publicatie van zijn tweede roman, Cacau, op 21-jarige leeftijd, steeg zijn populariteit in Brazilië. In Europa werd hij vooral bekend nadat in Frankrijk zijn boek Jubiabá gepubliceerd werd. Dit boek ontving enthousiaste recensies, o.a. van Nobelprijs-winnaar Albert Camus. Later zou Jean-Paul Sartre zijn roman Gabriela, Cravo e Canela "het beste voorbeeld van een volksroman" noemen.

### Kritiek
Behalve veel lofprijzingen heeft het werk van Amado ook kritiek ontvangen. Men twijfelde of zijn boeken, met hun avontuurlijke karakter en de sterke nadruk op liefdesrelaties en seksualiteit, wel onder literatuur zouden vallen. De critici vergeleken zijn stijl wel met die van een telenovela.
Deels nam Amado de rol van "schrijver van het volk" ook als een soort geuzentitel op zich. Zo beschreef hij zichzelf als:
"...een anti-doctor par excellence, anti-erudiet, volkstroubadour, schrijver van huis-tuin-en-keukenromannetjes, indringer in de stad van de Letteren, vreemdeling op de wegen van de intelligentsia."

### Braziliaanse Academie van de Letteren
Op 6 april 1961 werd Amado gekozen in de Braziliaanse Academie van de Letteren. Over zijn ervaringen in dit instituut, dat hij van "seniliteit" beschuldigde, schreef hij het boek Farda, fardão, camisola de dormir. Na zijn dood werd hij opgevolgd door zijn vrouw, Zélia Gattai.

### Culturele erfenis
In Brazilië is Amado na Paulo Coelho de meestverkochte schrijver. Hij heeft altijd van de recettes van zijn boeken geleefd.
Zijn boeken zijn bewerkt voor film, theater en als telenovela. De verfilming van Dona Flor e seus dois maridos was een van de succesvolste Braziliaanse filmproducties ooit. Ook zijn er sambascholen die zich door zijn werk laten inspireren.
In 1987 werd de Stichting "Het huis van Jorge Amado" (Casa de Jorge Amado) opgericht. Deze stichting heeft tot doel de voormalige woning van de schrijver in stand te houden, maar ook zijn nagedachtenis. Verder probeert ze in het algemeen de cultuur van Bahia te bevorderen. Het huis van Jorge Amado ligt aan de Pelourinho in de stad Salvador.
In 1995 werden Amado's boeken gereviseerd door zijn dochter Paloma.

### Gepubliceerde boeken
Amado's eerste publicatie was Lenita, geschreven in samenwerking met Dias da Costa en Édison Carneiro. Daarna publiceerde hij de volgende eigen werken:
- O país do carnaval, roman (1931)
- Cacau, roman (1933; vertaling: "Cacaoplantage", ISBN 90-293-9514-1)
- Suor, roman (1934)
- Jubiabá, roman (1935)
- Mar morto, roman (1936)
- Capitães da areia, roman (1937)
- A estrada do mar, poëzie (1938)
- ABC de Castro Alves, biografie (1941)
- O cavaleiro da esperança, biografie (1942)
- Terras do sem fim, roman (1943; vertaling: 1949, Woeste wereld)
- São Jorge dos Ilhéus, roman (1944)
- Bahia de Todos os Santos, gids (1945)
- Seara vermelha, roman (1946)
- O amor do soldado, theater (1947)
- O mundo da paz, reisverhalen (1951)
- Os subterrâneos da liberdade, roman (1954)
- Gabriela, Cravo e Canela, roman (1958; vertalingen: 2012, Gabriela, ISBN 978-90-253-6989-7; 1958, Gabriela, ISBN 90-10-05745-3) (film Gabriela, Cravo e Canela)
- A morte e a morte de Quincas Berro d'Água, roman (1961)
- Os velhos marinheiros ou o Capitão de longo curso, roman (1961)
- Os pastores da noite, roman (1964; vertaling: "Vlinders van de nacht", ISBN 90-10-04284-7)
- Dona Flor e seus dois maridos, roman (1966)
- Tenda dos milagres, roman (1969)
- Teresa Batista cansada de guerra, roman (1972; vertaling: "Tereza Batista, de hoer van Bahia", ISBN 90-10-03491-7)
- O gato Malhado e a andorinha Sinhá, kort verhaal (1976)
- Tieta do Agreste, roman (1977)
- Farda, fardão, camisola de dormir, roman (1979)
- Do recente milagre dos pássaros, kort verhaal (1979)
- O menino grapiúna, memoires (1982)
- A bola e o goleiro, kinderboek (1984)
- Tocaia grande, roman (1984; vertaling: "Tocaia Grande, kroniek van een zondige stad", ISBN 90-269-7131-1)
- O sumiço da santa, roman (1988)
- Navegação de cabotagem, memoires (1992) met als ondertitel "aantekeningen voor de memoires die ik nooit zal schrijven."
- A descoberta da América pelos turcos (1994)
- O milagre dos pássaros (1997)

### Vertalingen
Amado is de Braziliaanse schrijver van wie de meeste publicaties in het buitenland bestaan. Zijn werk werd uitgegeven in 52 landen, en vertaald in 48 talen: Albanees, Arabisch, Armeens, Azerbeidzjaans, Bulgaars, Catalaans, Chinees, Deens, Duits, Engels, Esperanto, Estisch, Fins, Frans, Galicisch, Georgisch, Grieks, Guaraní, Hebreeuws, Hongaars, Italiaans, Japans, Jiddisch, Koreaans, Kroatisch, Lets, Litouws, Macedonisch, Moldavisch, Mongools, Nederlands, Noors, Oekraïens, Perzisch, Pools, Roemeens, Russisch (waaronder drie boeken in braille), Servisch, Sloveens, Slowaaks, Spaans, Thai, Tsjechisch, Turkmeens, Turks, IJslands, Vietnamees en Zweeds.
Tot aan het begin van de jaren '90 heeft Amado overigens geweigerd om toestemming te geven voor de vertaling van zijn eerste boek, O país do carnaval, uit schaamte voor het cynisme dat in dit boek doorschemert. Hij beschouwde dit lange tijd als "literaire naïviteit."

### Kranten en tijdschriften
Amado heeft aan een aantal tijdschriften meegewerkt. Al in zijn jeugd, van 1927-1929 schreef hij artikelen voor de Diário de Bahia in Salvador. In dezelfde periode droeg hij bij aan het literaire tijdschrift A Luva. In 1939 werd hij in Rio de Janeiro hoofdredacteur van het tijdschrift Dom Casmurro. Tijdens zijn ballingschap in Argentinië was hij medewerker van verschillende kranten, o.a. Critica en Sud uit Buenos Aires.
Na terugkeer in Brazilië had hij in 1943-1944 de leiding over het oorlogskatern Hora de Guerra van de krant O Imparcial in Salvador. Later, in de periode 1956-1958, zat hij in de directie van het weekblad Para Todos uit Rio de Janeiro.

### Prijzen
Amado heeft verschillende prijzen op zijn naam staan:
Brazilië
- Nationale prijs voor de roman, van het Nationale Instituut voor het Boek (1959)
- Graça Aranha-prijs (1959)
- Paula Brito-prijs (1959)
- Jabuti-prijs (1959 en 1970)
- Luísa Cláudio de Sousa-prijs van de Pen Club van Brazilië (1959)
- Carmen Dolores Barbosa-prijs (1959)
- Intellectuele Trofee van het Jaar (1970)
- Fernando Chinaglia-prijs, (Rio de Janeiro, 1982)
- Nestlé-prijs voor de Literatuur (São Paulo, 1982)
- Prijs van Brasilia voor de Literatuur, voor zijn gehele oeuvre (1982)
- Moinho Santista-prijs voor de Literatuur (1984)
- Prijs van de Nationale Bank van Brazilië voor de Literatuur (1985)

Buitenland
- Stalin Vredesprijs (Moskou, 1951)
- Prijs van de Latijns-Amerikaanse wereld (Parijs, 1971)
- Prijs van het Italiaans-Latijns-Amerikaanse Instituut (Rome, 1976)
- Risit d'Aur-prijs (Udine, 1984)
- Moinho-prijs (Italië, 1984)
- Dimitrof-prijs voor de Literatuur (Sofia, 1986)
- Pablo Neruda-prijs van de Vereniging van Sovjet-schrijvers (Moskou, 1989)
- Wereldwijde Cino Del Duca-prijs van de Stichting Simone en Cino Del Duca (Italië, 1990)
- Camõesprijs (Brazilië/Portugal, 1995)

Amado is verschillende keren genomineerd geweest voor de Nobelprijs voor de Literatuur, maar heeft deze nooit gewonnen.
Hij ontving nationale onderscheidingen van Argentinië, Chili, Frankrijk, Portugal, Spanje en Venezuela. Verder ontving hij eredoctoraten van 10 universiteiten in Brazilië, Frankrijk, Israël, Italië en Portugal. Het eredoctoraat van de Sorbonne ontving hij in 1998 tijdens zijn laatste reis naar Parijs, toen hij al ziek was.